# Galerie Sainte-Catherine
La galerie Sainte-Catherine est un lieu d'exposition d'œuvres d'art variées, localisé à Rodez dans le département de l'Aveyron.

## Collections
La Galerie permet d'accueillir un grand nombre d'expositions issues de tous les domaines de l’art et du patrimoine. Des œuvres sculpturales, photographiques ou encore de peintures y sont représentées afin de dévoiler certains artistes locaux, tout en enrichissant culturellement le département de l'Aveyron.